# 仙台市役所

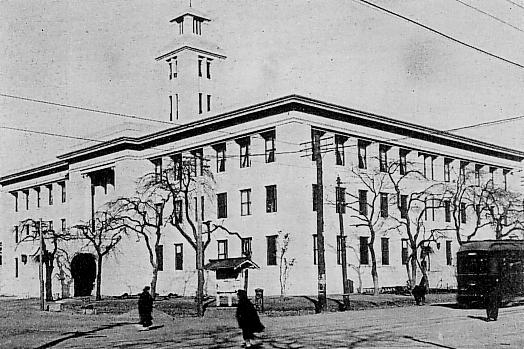
1930年頃の（第二代）仙台市役所庁舎

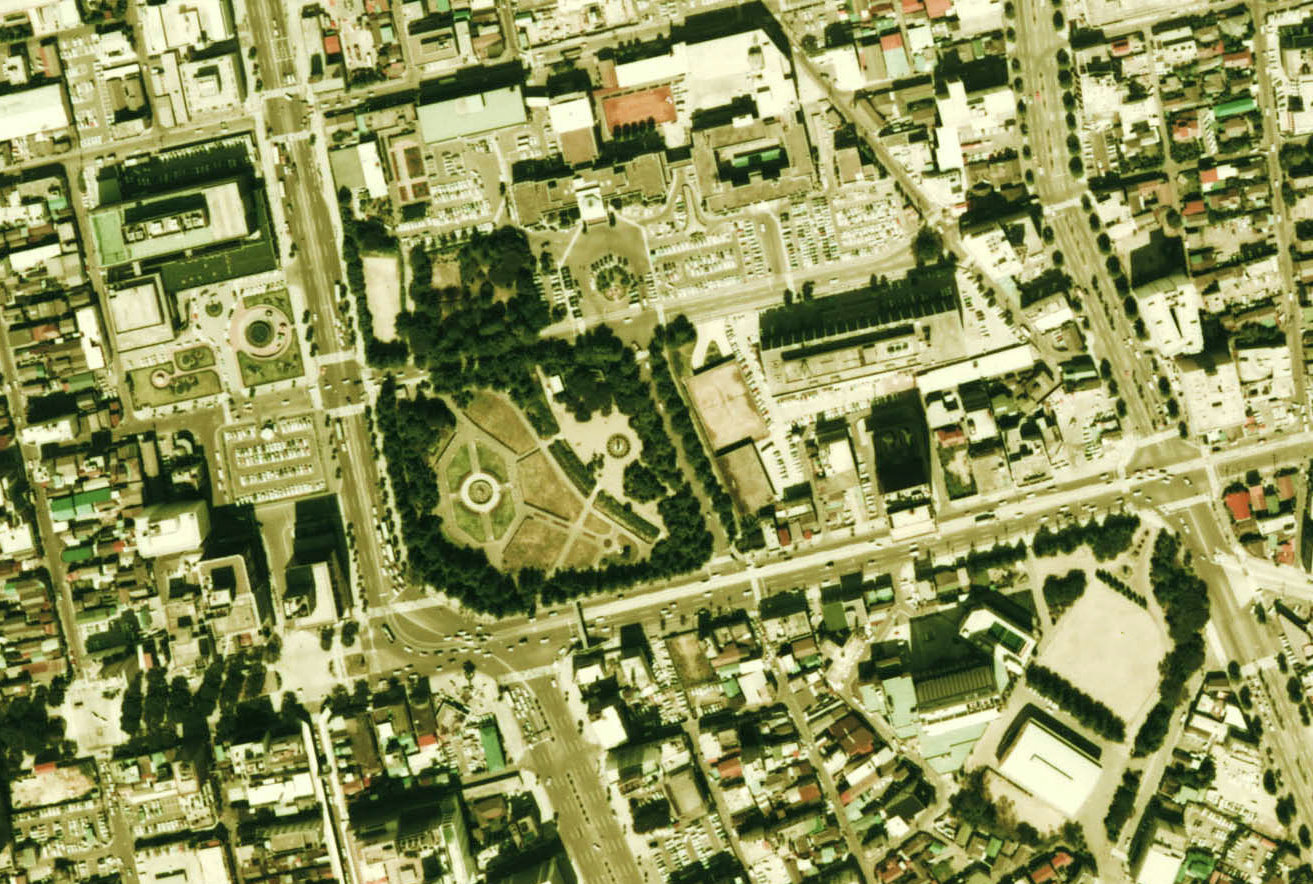
1975年度（昭和50年度）撮影の
写真左上に（第三代）仙台市役所庁舎が写っている。
その他、写真右下の錦町公園には1998年（平成10年）まで存在した仙台市レジャーセンター、その左上に同1975年新築移転して改称したばかりのホテル仙台プラザ、写真中央に勾当台公園、中央上に高層ビル化前の宮城県庁舎などが写っている。なお、当写真は仙台市電の営業最終年度に撮影されており、定禅寺通の勾当台通より東側の併用軌道区間には現在のような街路樹が植栽された中央分離帯が無い。

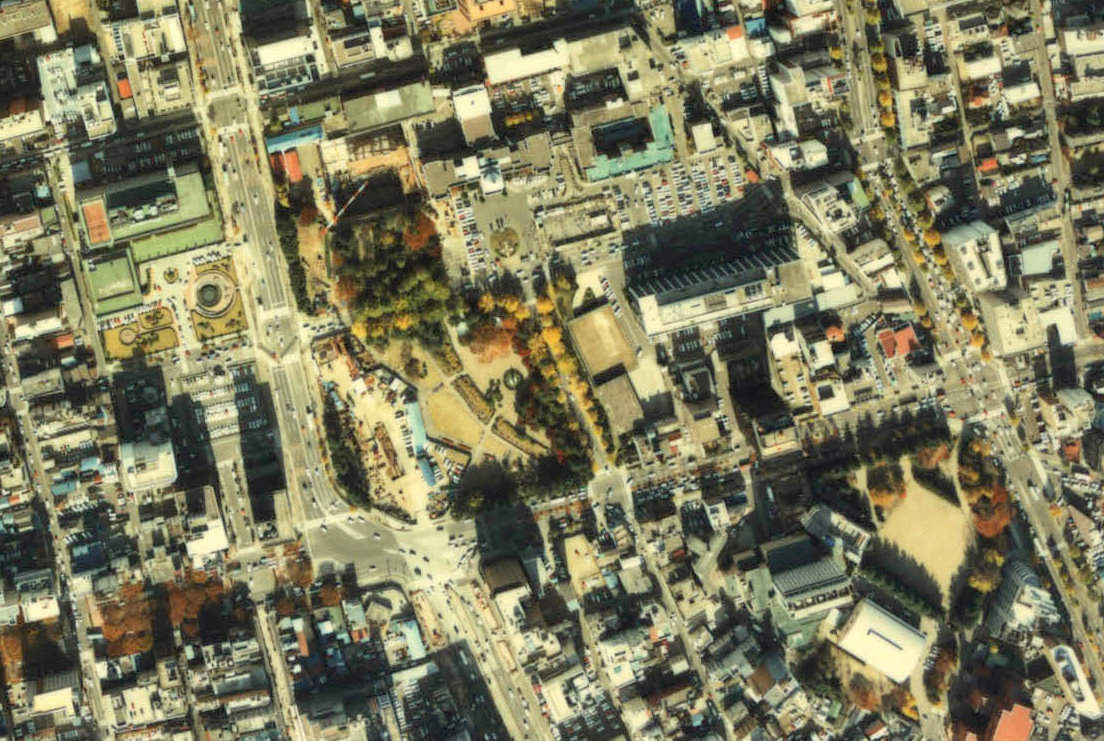
1984年度（昭和59年度）撮影の
仙台市議会議事堂南側の植栽は、この後駐車場になった。
その他、仙台市電廃止により、勾当台通にあった県庁市役所前駅も廃止され、勾当台公園では仙台市地下鉄南北線の建設に伴う勾当台通のクランク解消工事が行われ、県庁では宮城県議会議事堂の新築工事が行われている。

仙台市役所（せんだいしやくしょ）は、地方公共団体である仙台市の組織が事務を行う施設（役所）。

## 所在地
仙台市青葉区内（勾当台公園周辺）
- （本庁舎）　国分町三丁目7-1
- （北庁舎）　二日町1-1
- （錦町庁舎）　錦町一丁目3-9
- （上杉分庁舎）　上杉一丁目5-12
- （国分町分庁舎）　国分町三丁目10-10
- （二日町分庁舎）　二日町4-3
- （二日町仮庁舎）　二日町2-1 キムラオフィスビル
- （二日町第二仮庁舎）　二日町6-12 MSビル二日町
- （一番町仮庁舎）　一番町四丁目7-17 小田急仙台ビル

東京都内
- （東京事務所）　千代田区平河町二丁目4-1 日本都市センター会館9階

仙台市の地方公営企業の庁舎
- （水道局庁舎）　仙台市太白区南大野田29-1
  - 水道局北庁舎は、泉区役所東庁舎(泉区役所本庁と渡り廊下で接続)と合庁となっている。
- （交通局庁舎）　仙台市青葉区木町通一丁目4-15
- （ガス局（幸町）庁舎）　仙台市宮城野区幸町五丁目13-1

## 沿革
歴代の市庁舎は、表小路に面して建てられてきた。第三代の庁舎は山下寿郎設計事務所による設計で、市役所として機能性を考慮した他、東西に杜の都をイメージした深緑色の外壁タイル、近隣の一番町四丁目商店街から見える位置に電光時計を設置した外観が特徴である。展望室が設けられており完成当初はエレベーターガールが配置されていた。
- 1878年（明治11年） - 郡区町村編制法施行により、仙台区が発足。
- 1883年（明治16年） - 仙台区役所庁舎が着工[4]
- 1885年（明治18年）11月9日 - 仙台区役所庁舎が完成し、区役所が移転開所[5]。当時の住所は宮城県仙台区表小路8番地。
- 1889年（明治22年） - 市制施行により、仙台市が発足。仙台区役所庁舎は（初代）仙台市役所庁舎に転用[5]。
- 1926年（大正15年）[元号要検証] - 第二代の仙台市役所庁舎が着工[4]。
- 1929年（昭和4年）1月 - 第二代の仙台市役所庁舎が竣工[4]。地元の建築家である細谷慎治が設計を担当し、ルネッサンス様式RC造3階建ては「白亜の殿堂」と呼ばれた[3]。中央の高塔上部にはサイレンが設置され、正午の合図として用いられていたが、太平洋戦争中は空襲警報に転用された。
- 1965年（昭和40年） - 第三代の仙台市役所本庁舎（現本庁舎）が竣工[5]。豪華な先代とは異なり戦後モダニズムの典型とされる安定感のある設計となった[3]。第二代庁舎の北側に現本庁舎が建設された。第二代庁舎の跡地は、現本庁舎玄関前の噴水広場になっている[注 1][6]。住居表示実施前の住所は、宮城県仙台市表小路10番地。
- 1967年（昭和42年） - 第三代の庁舎が第8回BCS賞を受賞[2]。
- 2027年（令和9年）翌年度初めごろに第四代の仙台市役所新庁舎が完成し利用開始を予定[7]。

## 区役所・総合支所
青葉区役所
- 〒980-8701
- 仙台市青葉区上杉1丁目5-1

宮城総合支所
- 〒989-3125
- 仙台市青葉区下愛子字観音堂5

太白区役所
- 〒982-8601
- 仙台市太白区長町南3丁目1-15

秋保総合支所
- 〒982-0243
- 仙台市太白区秋保町長袋字大原45-1

宮城野区役所
- 〒983-8601
- 仙台市宮城野区五輪2丁目12-35

若林区役所
- 〒984-8601
- 仙台市若林区保春院前丁3-1

泉区役所
- 〒981-3189
- 仙台市泉区泉中央2丁目1-1

## アクセス
- 本庁舎を初めとした各庁舎が集中する勾当台公園地区
  - 仙台市地下鉄南北線・勾当台公園駅

### 注
1. ↑  表小路と勾当台通りの角地に市庁舎が建っていた。勾当台通りを挟んで建つのは、戦後に定禅寺通・東二番丁（現在の勾当台公園南西角地）から移転してきた旧宮城県図書館。